# Васил Мичов
Васил Мичов е кмет на Ловеч (1894 – 1895, 1900 – 1901, 1901 – 1902, 1902 – 1905).

## Биография
Васил Мичов е роден в град Ловеч. За пръв път участва в местното управление през 1894 г. когато е член на Ловешката временна тричленна управа. Общински съветник (1899 – 1890, 1906 – 1907).
Избиран е четири пъти за кмет на Ловеч (1894 – 1895, 1900 – 1901, 1901 – 1902, 1902 – 1905).
По негово предложение се поставя началото на традицията, заслужили към града хора да се провъзгласяват за почетни граждани на Ловеч(1902). През неговия мандат за такива са провъзгласени Екзарх Йосиф, Феликс Каниц, Алексей Куропаткин, Михаил Гембицки, Васил Караконовски и Рачо Димчев.
Работи като надзирател в Ловешката държавна болница от 1911 г.
Умира на 13 май 1926 г. Общинският съвет почита паметта му със ставане на крака.